# Bernd Huppertz

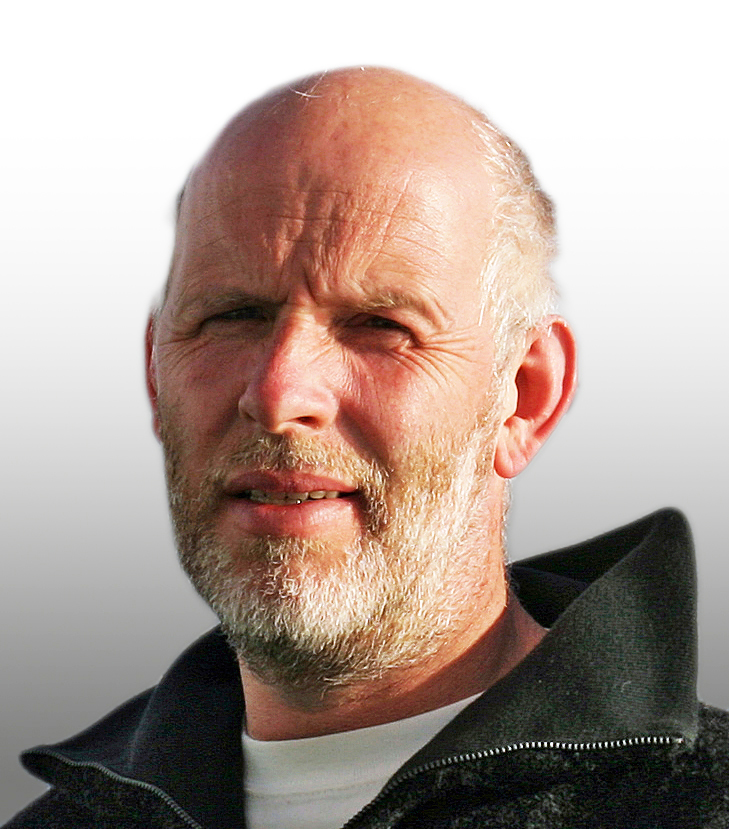
Bernd Huppertz (2019)

Bernd Huppertz (* 30. Oktober 1958 in Köln) ist ein deutscher Polizeibeamter (EPHK a. D.) und Lehrbeauftragter (vormals hauptamtlicher Dozent) an der Hochschule für Polizei und öffentliche Verwaltung NRW Standort Köln. Dort unterrichtet er in den Fächern Verkehrsrecht / Verkehrslehre und Grundzüge wissenschaftlichen Arbeitens.

## Leben
Nach dem Abitur erfolgte 1978 sein Eintritt in den mittleren Polizeivollzugsdienst der Polizei NRW. Nach der Ausbildung leistete er Wach- und Wechseldienst im Polizeipräsidium Köln von 1980 bis 1983. Nach dem Studium an der Fachhochschule für öffentliche Verwaltung NRW von 1983 bis 1986 folgte der Aufstieg in den gehobenen Dienst und seine Verwendung im Polizeipräsidium Köln im Wach- und Wechseldienst, in der Fortbildung und als Gruppenführer im Verkehrsdienst sowie als Zugführer einer Einsatzhundertschaft, später auch als Sachbearbeiter im Abteilungsstab.
Von 1994 bis 2002 war er Lehrbeauftragter, in den Jahren 2002–2006 sowie seit 2008 hauptamtlicher Dozent an der Hochschule für Polizei und öffentliche Verwaltung, Standort Köln. Seit seinem Eintritt in den Ruhestand (2022) ist er dort wieder als Lehrbeauftragter tätig.
Nach dem Erscheinen erster verkehrsrechtlicher Fachartikel 1989 publizierte er in den Folgejahren über 250 Fachartikel in einschlägigen verkehrsrechtlichen Fachzeitschriften u. a. NZV, DAR, SVR, PVT und VD. Darüber hinaus verfasste er mehrere Fachbücher im Bereich Verkehrsrecht. Zuletzt spezialisierte er sich auf den Bereich des Zulassungs- und Fahrerlaubnisrechts. Er wird in der einschlägigen Kommentarliteratur, in obergerichtlichen Entscheidungen und vom Wissenschaftlichen Dienst des Deutschen Bundestages vielfach zitiert und tritt als Referent auf.

## Veröffentlichungen
- Halten – Parken – Abschleppen. Boorberg Verlag, Stuttgart 2022. ISBN 978-3-415-07035-6. (seit der 4. Auflage fortgeführt von Detlef Stollenwerk)
- Fahrzeugüberprüfung. Boorberg Verlag, Stuttgart 2009. ISBN 978-3-415-04260-5.
- Zulassung von Fahrzeugen. Boorberg Verlag, Stuttgart 2011. ISBN 978-3-415-04737-2.
- Fahrerlaubnisrecht. Verlag Deutsche Polizeiliteratur, Hilden 2015. ISBN 978-3-8011-0746-8.
- Internationalität im deutschen Straßenverkehr. Verlag Deutsche Polizeiliteratur, Hilden 2015. ISBN 978-3-8011-0751-2. (fortgeführt von Manfred Heßling)
- Zulassungs- und Fahrerlaubnisrecht. C. H. Beck Verlag, München 2021. ISBN 978-3-406-76601-5.
- Kommentierung der FZV und FeV. In: Peter König (Hrsg.), Münchener Kommentar Verkehrsrecht. C. H. Beck Verlag, München 2016. ISBN 978-3-406-66351-2.
- Allgemeine Verkehrskontrolle. In: Jörg Bialon (Hrsg.), Musterklausuren für das Polizeistudium. KSV. Wiesbaden 2020. ISBN 978-3-8293-1511-1. S. 163–165.
- mit Adolf Rebler: Verkehrsrecht kompakt. Boorberg Verlag, Stuttgart 2013. ISBN 978-3-415-04941-3.
- mit Christian Borzym & Andreas Bauer & Adolf Rebler: Stapler. Boorberg Verlag, Stuttgart 2011. ISBN 978-3-415-04530-9.
- mit Heribert Blum & Marcello Baldarelli: Verkehrsstrafrecht. C. H. Beck Verlag, München 2021. ISBN 978-3-406-75464-7.
- Über 250 Fachartikel in einschlägigen Fachzeitschriften[6].